# Semana Internacional de Cine de Valladolid 2013
La 58.ª edición de la Semana Internacional de Cine de Valladolid tuvo lugar entre el 19 y el 26 de octubre de 2013.

## Programación

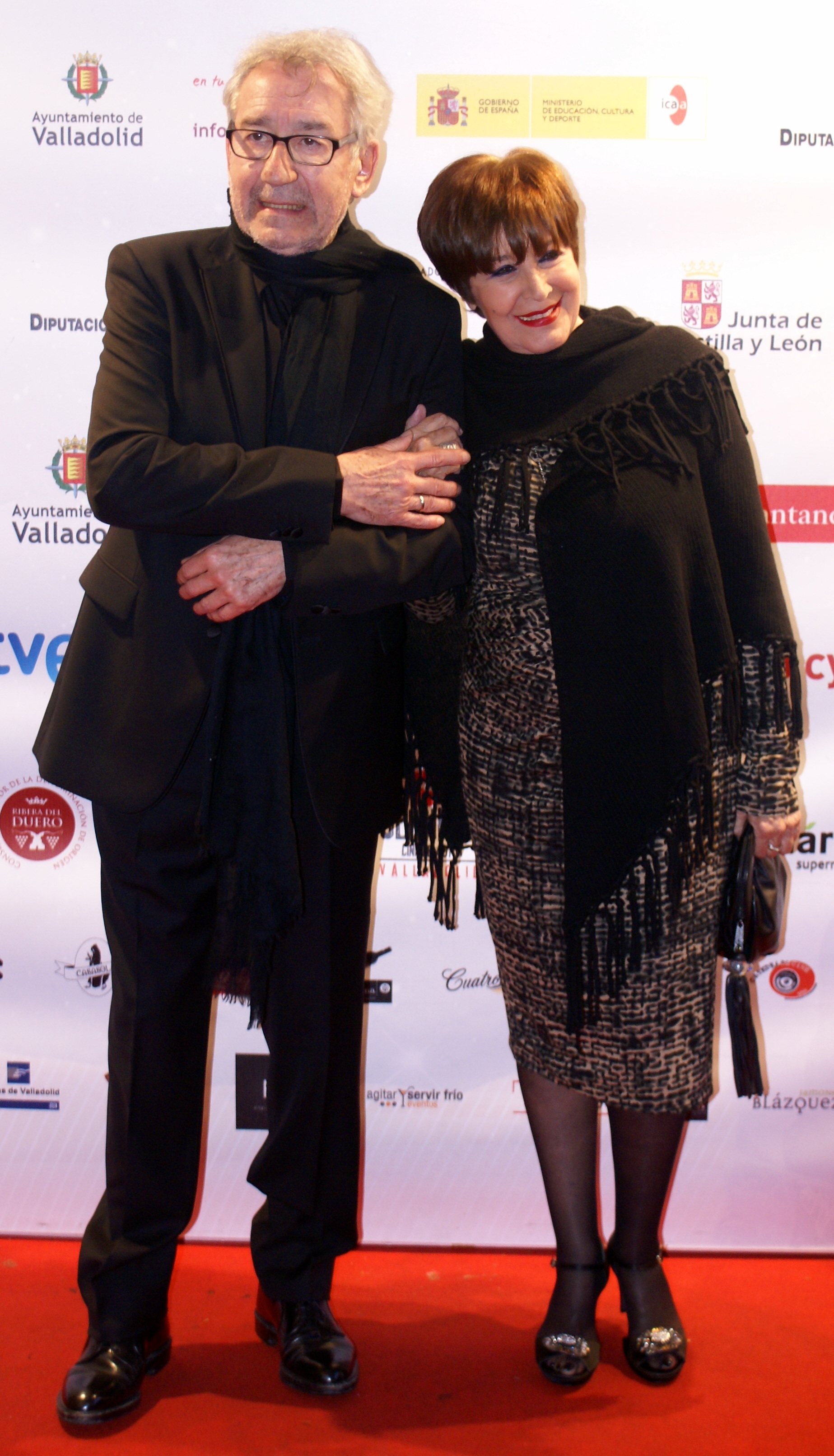
Concha Velasco y José Sacristán, entre otros, recibieron las Espigas de Oro honoríficas en esta edición

Entre las 173 cintas seleccionadas por la organización destacaron las producciones europeas, con 12 de las 19 películas a concurso y 14 de los documentales de la sección «Tiempo de historia», aunque hubo representación de cuatro continentes. Junto a la promoción de nuevos autores como Steph Green o Diederick Ebbinge, en la sección oficial concurrieron directores consagrados como Yuji Yamada o Stijn Coninx. Esta 58.ª edición, que contó con un presupuesto de 2 280 000 €, estuvo apadrinada por el actor español José Coronado -que leyó la Carta del Director-, y la gala de inauguración, en la que se proyectó la película Tots Volem el Millor per a ella, de Mar Coll, fue presentada por el actor Nancho Novo. En la clausura se proyectó, fuera de concurso, un documental de Andrzej Wajda sobre la figura de Lech Wałęsa. Finalmente, recibieron Espigas de Oro honoríficas el francés Jacques Audiard, el estadounidense Paul Schrader y los españoles Concha Velasco y José Sacristán.
La sección Punto de Encuentro presentó primeras y segundas películas con un total de 15 proyecciones, a las cuales se sumaron 20 cortometrajes, 13 internacionales y 7 dentro del marco de La noche del corto español. Los documentales tuvieron su representación en la sección Tiempo de Historia, con 18 proyecciones, 15 de las cuales estaban en concurso y 3 fuera del mismo.
Uno de los ciclos estuvo dedicado al guionista y director estadounidense Paul Schrader, uno de los miembros más importantes de la generación de cineastas de los años setenta, a través de diez proyecciones. El país invitado en esta edición fue Marruecos, al que se dedicó un ciclo en cuyas proyecciones se reflejaba la evolución social y cultural del país en los primeros años del siglo XXI, con un total de 17 largometrajes, 3 documentales y 6 cortometrajes. La sección Spanish Cinema presentó una selección de películas españolas producidas durante el año además de otras producciones que no habían llegado todavía a las salas comerciales. Esta edición presentó cinco estrenos nacionales: Gente en sitios, de Juan Cavestany, Stockholm, de Rodrigo Sorogoyen, El amor no es lo que era, de Gabi Ochoa, Casting de Jorge Naranjo y La casa Emak Bakia, de Oskar Alegría.
Al igual que en ediciones anteriores, la SEMINCI proyectó varios trabajos de fin de estudios realizados por alumnos de la última promoción de la Escuela de Cinematografía y del Audiovisual de la Comunidad de Madrid (ECAM), con un total de siete cortometrajes. En las secciones dedicadas a Castilla y León, con producciones realizadas en la Comunidad o por directores de la misma, se proyectaron 3 largometrajes y 5 cortometrajes.
Con el objetivo de formar nuevos espectadores y captar nuevos públicos, en esta edición se contó con la participación del público infantil y juvenil; así, se organizó un concurso de dibujos entre los centros escolares de la ciudad para crear la imagen de la sección Miniminci, en la cual se proyectaron cinco largometrajes de animación. Por su parte, la sección Seminci Joven, en la que participaron varias producciones de la sección oficial, contó con su propio jurado.

## Secciones y ciclos

### Sección Oficial
Los largometrajes y cortometrajes que participaron en la sección oficial fueron los siguientes:
Largometrajes
- Tots Volem el Millor per a ella, de Mar Coll (inauguración),  España
- Presentimientos, de Santiago Tabernero,  España
- La por (El miedo), de Jordi Cadena,  España
- Tokyo Kazoku (Una familia de Tokio), de Yoji Yamada,  Japón
- Marina, de Stijn Coninx,  Bélgica -  Italia
- Night Moves, de Kelly Reichardt,  Estados Unidos
- Au bout du conte, de Agnès Jaoui,  Francia
- Metro Manila, de Sean Ellis,  Reino Unido -  Filipinas
- Papusza, de Joanna Kos-Krauze y Krzysztof Krauze,  Polonia
- La reconstrucción, de Juan Taratuto,  Argentina
- Omar, de Hany Abu-Assad,  Palestina -  Emiratos Árabes Unidos
- Zéro, de Nour-Eddine Lakhmari,  Marruecos
- I’m the Same, I’m an Other, de Caroline Strubbe,  Bélgica
- Short Term 12, de Destin Cretton,  Estados Unidos
- Run & Jump, de Steph Green,  Irlanda -  Alemania
- Matterhorn, de Diederick Ebbinge,  Países Bajos

Cortometrajes
- Nadador, de Dani de la Orden,  España
- Canis, de Anna Solanas y Marc Riba,  España
- Subconscious Password, de Chris Landret,  Canadá
- Gloria Victoria, de Theodore Ushev,  Canadá
- Hollow Land, de Michelle y Uri Kranot,  Canadá -  Dinamarca -  Francia
- The Missing Scarf, de Eoin Duffy,  Irlanda
- Boles, de Spela Cadez,  Eslovenia -  Alemania
- De wake, de Pieter Coudyzer,  Bélgica
- Nyuszi és Öz, de Péter Vácz,  Hungría
- Al Hadaf – La cible, de Munir Abbar,  Marruecos
- Houses With Small Windows, de Bülent Öztürk,  Bélgica
- L’Aurore Borèale, de Karen Ben Rafae,  Francia
- La gallina, de Manel Raga,  España

### Punto de encuentro
Las producciones que participaron en esta sección fueron las siguientes:
Largometrajes
- 82 Dagen in April (82 Days in April), de Bart Van den Bempt,  Bélgica -  Países Bajos
- Hide Your Smiling Faces, de Daniel Patrick Carbone,  Estados Unidos
- Istensi Müszak (Heavenly Shift), de Márk Bodzsár,  Hungría
- Malak, de Abdeslam Kelai,  Marruecos
- Rock the Casbah, de Yariv Horowitz,  Israel -  Francia
- Russendisko, de Oliver Ziegenbalg,  Alemania
- The Weight of Elephants, de Daniel Joseph Borgman,  Dinamarca -  Nueva Zelanda -  Suecia
- Whitewash, de Emanuel Hoss-Desmarais,  Canadá
- The Rocket, de Kim Mordaunt,  Australia -  Laos -  Tailandia
- Berlin -7º, de Ramtin Lavafipour,  Irán -  Alemania
- Benur, de Massimo Andrei,  Italia
- Wajma (An Afghan Love Story), de Barmak Akram,  Francia -  Afganistán
- Hayatboyu (Lifelong), de Asli Özge,  Turquía -  Alemania -  Países Bajos
- Las búsquedas, de José Luis Valle,  México
- Tercera llamada, de Francisco Franco,  México

Cortometrajes
- Cold warrior, de Emily Greenwood,  Reino Unido
- Seksten en halv time, de Malou Reymann,  Dinamarca
- The Keeper, de Dylan Pharazyn,  Nueva Zelanda
- The Pamplemousse, de Jonathan Watton,  Canadá
- Der Pinguin, de Annettte Jung,  Alemania
- Skin, de Cédric Prévost,  Francia
- Äta lunch, de Sanna Lenken,  Suecia
- Chofesh Gadol, de Tal Granit y Sharon Maymon,  Israel
- Kann ja noch kommen, de Philipp Döring,  Alemania
- Kilimanjaro, de Nima Yousefi,  Suecia
- L’Homme à la tête de kraft, de Thierry Dupety y Sandra Joubeaud,  Francia
- Ngurrumbang, de Alex Ryan,  Australia
- Où je mets ma pudeur, de Sébastien Bailly,  Francia

La noche del corto español
- Habitantes, de Leticia Dolera
- Hogar, hogar, de Carlos Alonso
- Inside The Box, de David Martín Porras
- Meeting With Sarah Jessica, de Vicente Villanueva
- Plumas, de Quike Francés
- Y otro año, perdices, de Marta Díaz de Lope
- You and Me, de Rafa Russo

### Tiempo de historia
Las producciones que participaron en esta sección fueron las siguientes:
Documentales
- Assistence Mortelle, de Raoul Peck,  Francia -  Haití -  Estados Unidos -  Bélgica
- La Maison de la Radio, de Nicolas Philibert,  Francia -  Japón
- Salma, de Kim Longinotto,  Reino Unido -  India
- L´Homme de sable, de José Luis Peñafuerte,  Bélgica
- High Five, a Suburban Adoption Saga, de Julia Ivanova,  Canadá
- Plot for Peace, de Mandy Jacobson y Carlos Agulló,  Sudáfrica
- InRealLife, de Beeban Kidron,  Reino Unido
- Le Chant des Tortues, de Jawad Rhalib,  Bélgica
- Fire in the Blood, de Dylan Mohan Gray,  India -  Reino Unido
- Tinghir Jerusalem: Echoes of the Mellah, de Hachkar Kamal,  Francia -  Marruecos
- Al escuchar el viento, de Alfonso Palazón,  España
- Los Colonos del Caudillo, de Lucía Palacios y Dietmar Post,  Alemania -  España
- Manzanas, pollos y quimeras, de Inés París,  España
- Piratas y libélulas, de Isabel de Ocampo,  España
- Writing Heads: Hablan los guionistas, de Alfonso S. Suárez,  España
- Mein Weg Nach Olimpia, de Niko von Glasow,  Alemania

Fuera de concurso
- Quebranto, de Roberto Fiesco,  México
- Gabor, de Sebastián Alfie,  España
- Juego de espías, de Ramón J. Campo y Germán Roda,  España
- La ahorcadita, de Pierre Saint-Martin y Carlos Torres,  México
- Por qué escribo, de Gaizka Urresti y Vicky Calavia,  España

### Paul Schrader, director
Las diez producciones de Paul Schrader que se proyectaron fueron las siguientes:
- Blue Collar (1978)
- Hardcore (1979)
- American Gigolo (1980)
- Mishima (1985)
- Light Sleeper (1992)
- Touch (1997)
- Affliction (1997)
- Auto Focus (2002)
- The Walker (2007)
- Adam Resurrected (2008)

### Cine marroquí delsigloXXI
Se proyectaron 17 largometrajes, 3 documentales y 6 cortometrajes realizados en en este país africano:
Largometrajes
- Ali Zaoua, prince de la rue, de Nabil Ayouch (2000)
- Les yeux secs, de Narjis Nejjar (2002)
- À Casablanca, les anges ne volent pas, de Mohamed Asli (2004)
- Mémoire en détention, de Jillali Ferhati (2004)
- L´enfant endormi, de Yasmine Kassari (2004)
- Le grand voyage, de Ismail Farroukhi (2004)
- Marock, de Laila Marrakchi (2005)
- En attendant pasolini, de Daoud Oulad Sayad (2007)
- Casanegra, de Nour-Eddine Lakhmari (2008)
- Fissures, de Hicham Ayouch (2009)
- Pégase, de Mohamed Mouftakir (2009)
- The man who sold the world, de Imad Noury y Swel Noury (2009)
- The end, de Hicham Lasri (2010)
- Un film, de Mohamed Achaour (2010)
- Sur la plache, de Leila Kilani (2011)
- Mort à Vendre, de Faouzi Bensaidi (2012)
- La route vers Kaboul, de Brahim Chkri (2012)

Documentales
- Nos lieux interdits, de Leila Kilani (2008)
- Fragments, de Hakim Belabbes (2009)
- Dace of Outlaws, de Mohammed El Aboudi (2012)

Cortometrajes
- Courte vie, de Adil El Fadili (2010)
- Quand ils dorment, de Maryam Touzani (2011)
- Sur la route du paradis, de Uda Benyamina (2011)
- Amal, de Ali Benkirane (2004)
- Mokhtar, de Halima Ouadiri (2010)
- La main gauche, de Fadil Chouika (2010)

### Spanish Cinema
Las producciones que participaron en esta sección fueron las siguientes:
- 15 años y un día, de Gracia Querejeta
- Ayer no termina nunca, de Isabel Coixet
- Evelyn, de Isabel de Ocampo
- Hijo de Caín, de Jesús Monllaó
- Los ilusos, de Jonás Trueba
- El muerto y ser feliz, de Javier Rebollo
- La plaga, de Neus Ballús
- Somos gente honrada, de Alejandro Marzoa
- Un suave olor a canela, de Giovanna Ribes
- Gente en sitios, de Juan Cavestany
- Stockholm, de Rodrigo Sorogoyen
- El amor no es lo que era, de Gabi Ochoa
- Casting, de Jorge Naranjo
- La casa Emak Bakia, de Oskar Alegría

### ECAM
Entre los trabajos realizados por los alumnos Escuela de Cinematografía y del Audiovisual de la Comunidad de Madrid se proyectaron 7 cortometrajes:
- Cañón corto, de Alejo Serra
- Firme usted aquí, de Rodrigo Zarza Rioja
- Los intrusos, de Jorge Juárez y Bárbara Morán
- No Place, de Nina S. F. Engel
- La noche de las pochongas, de Roberto Sánchez Bueso
- Sin título, de Adriana Adeva y Mar Corrales
- Teratoma, de Oscar Díaz Cruz

### Castilla y León en largo
Se proyectaron tres largometrajes:
- Corsarios, de Arturo Dueñas
- Maragatería: una cor(e)ografía, de Pablo Alonso Gonzalez
- Poder contra verdad, de José Ramón Rebollada
- Buscando la película (verano 2020), de Enrique García-Vázquez

### Castilla y León en corto
Se proyectaron cinco cortometrajes:
- 3665, de Miguel Á. Refoyo
- El lado frío de la almohada, de Herminio Cardiel
- Lo sé, de Manuela Moreno
- Los dinosaurios ya no viven aquí, de Miguel Ángel Pérez Blanco
- ¿Demasiado corazón?, de Jorge Villa Romero

### Seminci Joven
Se proyectaron nueve largometrajes y una sesión de cortometrajes:
Largometrajes
- Marina, de Stijn Coninx,  Bélgica -  Italia
- Presentimientos, de Santiago Tabernero,  España
- Run & Jump, de Steph Green,  Irlanda -  Alemania
- Short Term 12, de Destin Daniel,  Estados Unidos
- Berlin -7º, de Ramtin Lavafi,  Irán -  Alemania
- The Rocket, de Kim Mordaunt,  Australia -  Laos -  Tailandia
- Wajma (An Afghan Love Story), de Barmak Akram,  Francia -  Afganistán
- The Weight of Elephants, de Daniel Joseph Borgman,  Dinamarca -  Nueva Zelanda -  Suecia
- Piratas y libélulas, de Isabel de Ocampo,  España

Cortometrajes
- Äta lunch, de Sanna Lenken,  Suecia
- Cold warrior, de Emily Greenwood,  Reino Unido
- The Missing Scarf, de Eoin Duffy,  Irlanda
- Nadador, de Dani de la Orden,  España
- Où je mets ma pudeur, de Sébastien Bailly,  Francia
- Nyuszi és Öz, de Péter Vácz,  Hungría
- Skin, de Cédric Prévost,  Francia

### Miniminci
Se proyectaron cinco largometrajes de animación:
- Don Gato y su pandilla, de Alberto Mar,  México
- Pánico en la granja, de Stèphane Aubier y Vincent Patar,  Bélgica
- Zarafa, de Rémi Bezançon y Jean-Christophe Lie,  Francia -  Bélgica
- Un gato en París, de Jean-Loup Felicioli y Alain Gagnol,  Francia
- Doraemon y Nobita Holmes: en el misterioso museo del futuro, de Yukiyo Teramoto,  Japón

### Proyecciones especiales
Se proyectaron ocho largometrajes fuera de concurso así como cinco cortometrajes del I Certamen de Cortometrajes de Castilla y León:
Largometrajes
- 24 cines por segundo. Sábanas blancas, de Mariela Artiles,  España
- El infierno prometido (El montaje de Fortuna), de Chumilla-Carbajosa,  España -  Italia
- Much Ado About Nothing (Mucho ruido y pocas nueces), de Joss Whedon,  Estados Unidos
- Las Nornas, de Fernando J. Múñez,  España
- Sigo siendo (Kachkaniraqmi), de Javier Corcuera,  Perú -  España
- Stupor Mundi. Una aproximació a l’obra de Ramón Herreros, de Hilari M. Pellicé,  España
- Una mujer sin sombra. Asunción Balaguer, de Javier Espada,  España -  México
- Vicente Aranda, 50 años de cine, de K. Prada y J. Prada,  España
- Amanece que no es poco, de José Luis Cuerda,  España

Cortometrajes
- 3665, de Miguel Á. Refoyo
- The Acrobat, de Gerardo Herrero
- Ancestral Delicatessen, de Gabriel Folgado
- Avec le temps, de Iván Díaz Barriuso
- Rara Avis, de Javier Díez Martín

## Jurados
Se establecieron los siguientes jurados para las distintas secciones: Punto de Encuentro, Tiempo de Historia, Castilla y León en corto, FIPRESCI, Jurado Joven para la sección oficial y Punto de Encuentro y el Jurado Internacional.
Jurado Internacional
- Nabil Ayouch
- Ginger Corbett
- Thomas Bidegain
- Nuria Vidal
- Raoul Peck
- Ana Torrent

Jurado Punto de Encuentro
- Isabel de Ocampo
- Lucía Dore-Ivanovitch
- Marta Figueras

Jurado Tiempo de Historia
- Roberto Fiesco
- Masha Novikova
- David Rokach

Jurado Castilla y León en corto
- Mariela Artiles
- Carlos Therón
- Sara Rivero

Jurado FIPRESCI
- Furio Fossati
- Dana Duma
- Esteve Soler Miralles

Jurado Joven Sección Oficial
- Lara Álvarez Carrasco
- Víctor López de Frutos
- Pablo Marqués Gómez
- Arantza Perelló Duarte
- Lucía Salvador Esteban

Jurado Joven Punto de Encuentro
- Pilar Álvarez García
- Sandra Pico Bravo
- Sara Vega González
- Jaime Velasco Pérez
- Jesús Vicario Rodríguez

## Palmarés
El palmarés de esta edición fue el siguiente:

### Sección Oficial
- Espiga de Oro Largometraje: Tokyo Kazoku (Una familia de Tokio), de Yoji Yamada,  Japón
- Premio 'Miguel Delibes' al Mejor Guion: Agnès Jaoui y Jean-Pierre Bacri, por Au bout du conte,  Francia
- Espiga de Plata Largometraje: Run & Jump, de Steph Green,  Irlanda -  Alemania
- Premio 'Pilar Miró' al Mejor Nuevo Director: Diederick Ebbinge, por Matterhorn,  Países Bajos
- Premio al Mejor Actor: Zbigniew Walerys, por Papusza,  Polonia
- Premio a la Mejor Actriz: Nora Navas, por Tots Volem el Millor per a ella,  España
- Premio a la Mejor Dirección de Fotografía: Christopher Blauvelt, por Night Moves,  Estados Unidos
- Espiga de Oro Cortometraje: Boles, de Spela Cadez,  Eslovenia -  Alemania
- Espiga de Plata Cortometraje: Subconscious Password, de Chris Landret,  Canadá
- Premio al Mejor Cortometraje Europeo: The Missing Scarf, de Eoin Duffy,  Irlanda
- Premio del Público Sección Oficial: Short Term 12, de Destin Cretton,  Estados Unidos
- Premio de la Juventud Sección Oficial: Papusza, de Joanna Kos-Krauze y Krzysztof Krauze,  Polonia
- Premio de la Crítica Internacional: La reconstrucción, de Juan Taratuto,  Argentina
- Premio al Mejor Director: Joanna Kos-Krauze y Krzysztof Krauze, por Papusza,  Polonia

### Punto de Encuentro
- Mejor Largometraje Punto de Encuentro: Wajma (An Afghan Love Story), de Barmak Akram,  Francia -  Afganistán
- Mejor Cortometraje Extranjero Punto de Encuentro: Äta lunch, de Sanna Lenken,  Suecia
- Premio 'La Noche del corto Español': Inside The Box, de David Martín Porras,  España
- Mención Especial Punto de Encuentro: Cold warrior, de Emily Greenwood,  Reino Unido; 82 Dagen in April (82 Days in April), de Bart Van den Bempt,  Bélgica -  Países Bajos
- Premio del Público Punto de Encuentro: Benur, de Massimo Andrei,  Italia
- Premio de la Juventud Punto de Encuentro: Hide Your Smiling Faces, de Daniel Patrick Carbone,  Estados Unidos
- Mención Especial 'La noche del corto español': Habitantes, de Leticia Dolera,  España

### Tiempo de Historia
- Primer Premio Tiempo de Historia: La Maison de la Radio, de Nicolas Philibert,  Francia -  Japón
- Segundo Premio Tiempo de Historia: High Five, a Suburban Adoption Saga, de Julia Ivanova,  Canadá
- Mención Especial: Piratas y libélulas, de Isabel de Ocampo,  España

### Castilla y León
- Premio Castilla y León en Corto: Los dinosaurios ya no viven aquí, de Miguel Ángel Pérez Blanco,  España